# Riforma di Siegburg

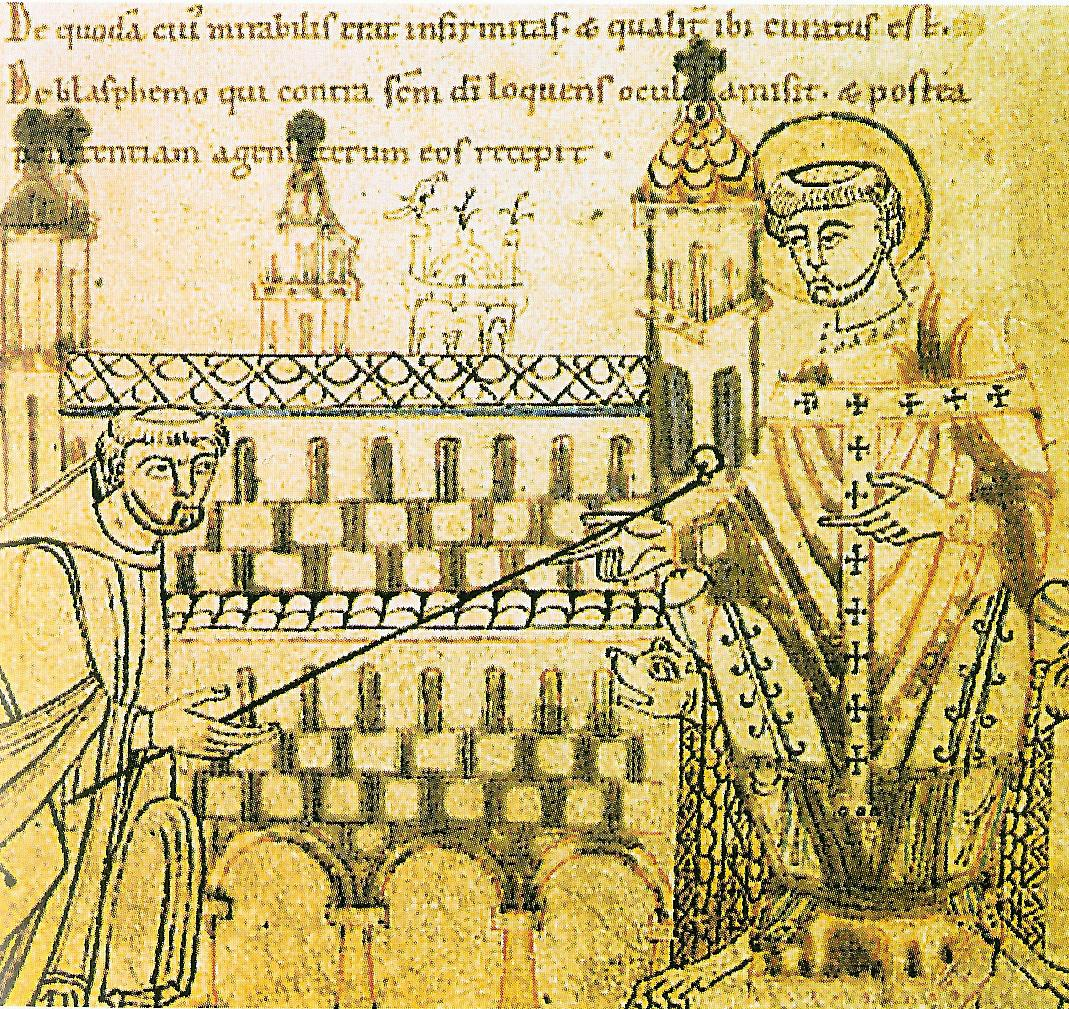
Anno II (a destra) nomina Erpho (sinistra) abate di Siegburg. Pergamena del XII secolo.

Per Riforma di Siegburg s'intende il movimento riformista delle abbazie benedettine e di alcuni monasteri femminili fra l'XI ed il XII secolo.
La riforma prende il nome dall'Abbazia di Siegburg, fondata da sant'Annone di Colonia nel 1064. Il primo convento ospitò monaci provenienti dall'Abbazia di San Massimino di Treviri, che era stato uno dei centri di diffusione della riforma benedettina di Gorze. Successivamente Annone si discostò da questa linea e motivi non del tutto legati alla regola monastica furono tra quelli che lo indussero a tale cambiamento.  Egli venne in contrasto con Dietrich, abate di Malmedy. Da un viaggio in Italia nel 1070 Annone portò con sé alcuni monaci dell'Abbazia di Fruttuaria. Quest'abbazia si era orientata al modello di Cluny, pur essendo indipendente da tale abbazia. L'orientamento monastico di Fruttuaria parve ad Annone che anticipasse il futuro; come campione per il cambiamento, Annone scelse l'Abbazia di Siegburg.
Il modello di Siegburg consisteva in una mescolanza di regole monastiche cluniacensi mediate dall'esperienza di Fruttuaria, di alcuni aspetti della riforma di Gorze e di particolari idee personali dello stesso Annone.  La variante riformista di Siegburg si differenziava dal modello cluniacense, per il fatto che nessuno dei conventi poteva godere di un primato sugli altri. Ciò significò che, al più tardi ai tempi dell'arcivescovo di Colonia Federico I di Schwarzenburg (in cattedra dal 1100 al 1131), la collaborazione si concretizzasse una più stretta associazione. Ancor più significativo era il fatto che i conventi od abbazie di osservanza della riforma di Siegburg non dipendessero direttamente dall'autorità pontificia, ma rimanessero nella sfera di competenza della diocesi di appartenenza. Ciò significava, che la libertas coloniensis spettava ai confratelli di Annone che sceglievano amministratori ed abati, ma questi erano sottomessi al sinodo diocesano ed al vescovo della diocesi di appartenenza. Inoltre la nomina dell'abate era soggetta all'approvazione del vescovo competente. Al contrario della regola riformata di Gorze, che auspicava che l'abate dovesse essere al servizio del principe o del vescovo nell'esercitare la signoria sul territorio, non era  previsto nulla di tutto ciò nella regola riformata di Siegburg. L'appoggio sul vescovo fece sì, è vero, che gli amministratori laici non avessero alcuna influenza sulla comunità, ma ebbe anche come conseguenza che i conventi non potevano condurre una loro politica indipendente dal vescovo. Tutto sommato l'orientamento di Siegburg si caratterizzò come un movimento riformista episcopale, sebbene più tardi gli abati di Siegburg finirono col porsi in una certa antitesi ai vescovi.  Rimase tuttavia il divieto di collegamento fra conventi del tipo di quello praticato dai cluniacensi.
Non appena i monaci di Siegburg si rifiutarono di seguire Annone, questi li rispedì alle sedi da cui provenivano. In modo simile egli impose la tenuta delle nuove riunioni nella chiesa di San Pantaleone a Colonia, come scrive Lamberto di Hersfeld. Dopo l'espulsione dei monaci, si ebbe a Colonia una violenta rivolta. San Pantaleone rimase convento riformato con la regola di Siegburg, ma i vescovi che succedettero ad Annone, temendo altre rivolte, rinunciarono a trasformare gli altri conventi di Colonia secondo tale regola. All'inizio la riforma di Siegburg si diffuse, ma rimase innanzitutto confinata entro l'arcidiocesi di Colonia. Annone ed i suoi successori fino al 1120 la portarono nelle abbazie di Saalfeld, Brauweiler, Deutz e nei conventi di Grafschaft, Mönchengladbacher, Gran San Martino, a Colonia, ed a Flechtdorf. Anche nelle diocesi suffraganee di Minden, Münster, Osnabrück e Utrecht vi furono alcuni conventi che furono riformati secondo la regola di Siegburg. Nel 1126 la nuova regola entrò anche nella Ratisbona. Con l'abate Kuno di Siegburg la regola venne estesa anche al convento di Nonnensberg, su un'isola del Reno, nel 1110, primo convento femminile istituito secondo la regola di Siegburg. Più tardi ad esso si aggiunsero i conventi femminili di Goldbach e della stessa Colonia.
A causa della sua dipendenza dal Vescovo e non dal Papa, durante la lotta per le investiture le strutture che seguivano la riforma di Siegburg, non si schierarono con quest'ultimo, ma assunsero una posizione neutrale. Questo atteggiamento le differenziò da quelle che seguivano la riforma di Hirsau. Verso il 1170 la riforma perdette il suo slancio e ne fu non ultima causa l'abbandono del sostegno da parte dell'alto clero e della nobiltà. Al declino contribuì poi in particolare l'ascesa al vertice dei movimenti riformatori dei nuovi ordini dei cistercensi  e dei premostratensi.